# Alice Johnson (zoologiste)
Pour les articles homonymes, voir Johnson.
Alice Johnson, née le 7 juillet 1860 à Cambridge et morte le 13 janvier 1940, est une zoologiste anglaise. De 1899 à 1916, elle édite les actes de la Society for Psychical Research.

## Biographie
Fille de William Henry Farthing Johnson, professeur d'école privée, et de Harriet Brimsley, elle est née à Cambridge. Elle fait ses études à Cambridge et à Douvres. En 1878, elle entre au Newnham College, université pour femmes. En 1881, elle est classée dans la première classe du Tripos des sciences naturelles. En tant que femme, elle n'est pas autorisée à obtenir le diplôme. Elle est la première directrice du Laboratoire biologique Balfour, pour femmes. De 1884 à 1890, Alice Johnson est également démonstratrice en morphologie animale au laboratoire. Elle poursuit ses études avec Francis Balfour et, après la mort de celui-ci en 1882, avec Adam Sedgwick. Ses recherches portent sur le développement précoce du triton. En 1884, elle publie le premier article écrit par une femme dans les Proceedings of the Royal Society. Elle a également publié une étude sur le développement des nerfs crâniens chez l'embryon de triton avec Lilian Sheldon, étudiante au Newnham College.
En 1890, elle devient secrétaire privée d'Eleanor Mildred Sidgwick, figure de proue de la Society for Psychical Research. 
En 1892, Eleanor Sidgwick devint directrice du Newnham College et Alice Johnson sa secrétaire jusqu'en 1903.
De 1903 à 1907, elle est secrétaire de la Society for Psychical Researchde. De 1907 à 1916, elle y est responsable de recherche. Elle participe aux « expériences de Brighton » en matière de transfert de pensée. Elle travaille également sur le recensement des hallucinations. Elle prépare l'ouvrage Human Personality and Its Survival of Bodily Death de Frederic WH Myers pour publication ; il était resté inachevé après la mort de Myers. 
En 1917, elle démissionne de la Society for Psychical Research. 
Elle meurt à Cambridge, en 1940, à l'âge de 79 ans.

## Publications
- (en) Alice Johnson, « On the changes and ultimate fate of the blastopore in the newt (Triton cristatus) », Proceedings of the Royal Society of London, vol. 37, no 232,‎ 1884, p. 65–66 (DOI 10.1098/rspl.1884.0014, lire en ligne)
- (en) Alice Johnson et Lilian Sheldon, « On the development of the cranial nerves of the newt », Proceedings of the Royal Society of London, vol. 40, no 242,‎ 1886, p. 94–95 (DOI 10.1098/rspl.1886.0016, S2CID 84493318, lire en ligne)
- (en) Alice Johnson, « Report on Some Recent Sittings for Physical Phenomena in America », Proceedings of the Society for Psychical Research, Londres, vol. 21,‎ 1908, p. 94-135 (lire en ligne).
- (en) Alice Johnson, « On the Automatic Writing of Mrs. Holland », Proceedings of the Society for Psychical Research, Londres, vol. 21,‎ 1908, p. 166-391 (lire en ligne).
- (en) Alice Johnson, « The Education of the Sitter », Proceedings of the Society for Psychical Research, Londres, vol. 21,‎ 1909, p. 483-511 (lire en ligne).